# Louis Flobert

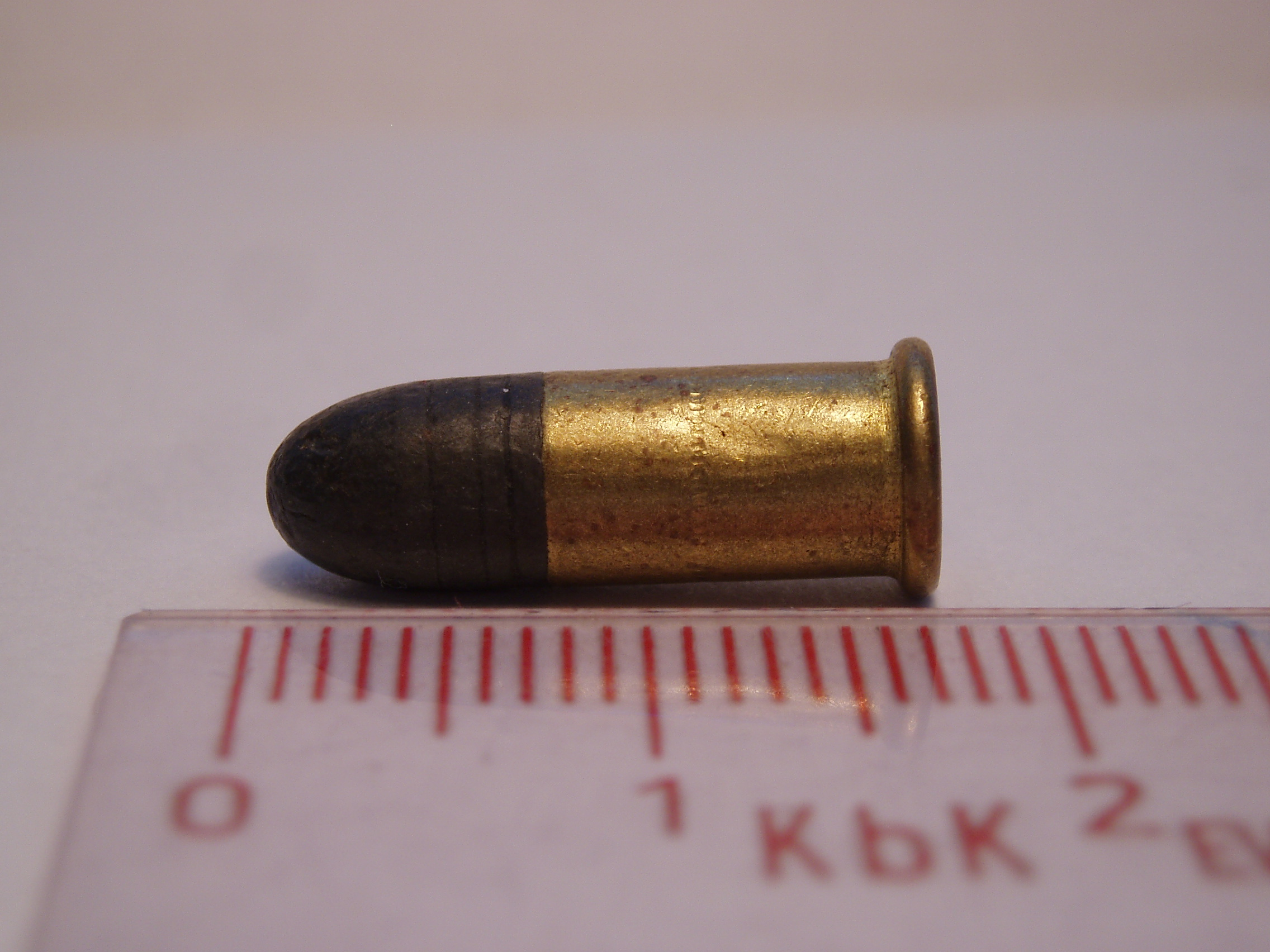
Náboj s okrajovým zápalem - .22CB Short

Louis Nicolas Auguste Flobert (1819–1894) byl francouzský puškař, vynálezce a průmyslník. Je považován za tvůrce prvního prakticky použitelného náboje s okrajovým zápalem.
Od roku 1831 bylo ve Francii patentováno několik konstrukcí náboje, který neměl klasickou zápalku, ale třaskavá slož byla umístěna na celé ploše dna. Ať už měly tyto náboje centrální nebo okrajový zápal, příliš se nerozšířily. Teprve puškař Louis Flobert zdokonalil tuto konstrukci natolik, že mohla být komerčně využita. Jeho náboj obsahoval sférickou střelu v krátké mosazné nábojnici, která měla dno s vytvarovaným okrajem. Třaskavá slož byla umístěna na ploše dna nábojnice a plnila i roli výmetné náplně. Jeho náboje nebyly plněny střelným prachem – projektil byl vymeten z hlavně jen energií uvolněnou prohořením třaskavé slože. Patent na tento typ náboje byl Flobertovi udělen roku 1849.
Jeho konstrukce je považována za určující v dalším vývoji střeliva s okrajovým zápalem.
Zaznamenal velký komerční úspěch se zbraněmi, které používaly tento málo výkonný náboj. Velmi dobře se totiž hodily na cvičnou střelbu a střelbu pro zábavu, a to i v uzavřených místnostech (odtud též název salonní ručnice). Zajímavostí je, že sám Flobert nikdy toto střelivo ve své továrně nevyráběl, produkoval jen zbraně komorované na tento typ náboje.
Jeho náboje se vyrábějí ve třech rážích (4mm, 6mm a 9mm) dodnes, používají se převážně v revolverech, ale i v puškách. Těmto zbraním se také říká „flobertky“.